# هكذا أبعثر موسيسانا
هكذا أبعثر موسيسانا الديوان الشعري الثاني للشاعر والروائي السوري سليم بركات.

## طبعات

### الطبعة الأولى
صدرت الطبعة الأولى من الديوان الشعري عام 1975 بطباعة ورقية وغلاف عادي، وقد اشتمل الديوان على عدد من القصائد مختلفة الموضوعات والاساليب.

### الطبعة الثانية
صدر الديوان بطبعة ثانية ضمن الأعمال الشعرية الصادر في سبتمبر 2007 عن المؤسسة العربية حيث ضمت الأعمال الشعرية 11 ديوانا توزعت على 594 صفحة وقد حمل الغلاف الامامي عملا للفنان النمساوي مالفا كما حمل الفلاف الخلفي كلمة للشاعر محمود درويش